# Correbia subochrea
Correbia subochrea är en fjärilsart som beskrevs av Herrich-Schäffer 1866. Correbia subochrea ingår i släktet Correbia och familjen björnspinnare. Inga underarter finns listade i Catalogue of Life.